# Crkva sv. Mihovila u Donjem Prološcu
Crkva sv. Mihovila u selu Donjem Prološcu, općina Proložac, zaštićeno kulturno dobro.

## Opis dobra
Župna crkva sv. Mihovila u Prološcu trobrodna je građevina s neoromaničkim stilskim elementima, sagrađena po projektu Ćirila M. Ivekovića krajem 19. stoljeća, na mjestu ranije crkve. Smještena je unutar prostranog perivoja ograđenog ogradnim zidom na čijim su kamenim pločama uklesana imena predstavnika crkvenih i civilnih vlasti, te kameni dijelovi starije crkve. Građena je od pravilno klesanog kamena slaganog u redove, orijentirana istok-zapad. Uz sjevernu bočnu lađu je zvonik kvadratičnog tlocrta, pri vrhu rastvoren ložom s biforama.

## Zaštita
Pod oznakom Z-4463 zavedena je kao nepokretno kulturno dobro - pojedinačno, pravna statusa zaštićena kulturnog dobra, klasificirano kao "sakralna graditeljska baština".